# Blind (2014)
Blind is een Noors-Nederlandse film uit 2014 onder regie van Eskil Vogt. De film ging in première op 19 januari op het Sundance Film Festival en had zijn Belgische avant-première op het Film Fest Gent 2014.

## Verhaal
Ingrid is wegens een genetische aandoening volledig blind geworden. Ze trekt zich terug binnen de beschermende muren van haar appartement waar ze samen met haar man Morten verblijft. Algauw nemen haar fantasieën en angsten haar gedachten over en ze denkt dat haar man ’s nachts erotische chatsessies heeft en haar stiekem bespiedt.

## Rolverdeling
| Acteur                | Personage |
| --------------------- | --------- |
| Ellen Dorrit Petersen | Ingrid    |
| Henrik Rafaelsen      | Morten    |
| Vera Vitali           | Elin      |

## Prijzen & nominaties

### Prijzen
- Sundance Film Festival 2014: Screenwriting Award: World Cinema Dramatic (Eskil Vogt)
- Internationaal filmfestival van Berlijn 2014: Label Europa Cinemas

### Nominaties
- Sundance Film Festival 2014: World Cinema Grand Jury Prize: Dramatic